# Toszkána
Toszkána (olaszul: Toscana IPA: [tosˈkaːna]) régió Olaszország középső részén, amely elsősorban művészetéről, gazdag kulturális örökségéről és lenyűgöző tájairól híres. Emellett gyönyörű dombvidékeiről, szőlőültetvényeiről és kiváló borairól, különösen a Chianti-ról, valamint történelmi városairól, mint Siena és Pisa, ismert. A régió híres a gasztronómiájáról is, ahol az egyszerű, természetes alapanyagok dominálnak. 22 987 km²-es területével Olaszország ötödik legnagyobb régiója, ezzel az ország területének mintegy 6,1%-át fedi le. Közel 3,7 millió fős lakosságával pedig az ország kilencedik legnépesebb része, ezzel az Olaszország népességének 8,27%-ával rendelkezik. Népsűrűsége az országos felett van. A régióhoz több sziget is tartozik (Arcipelago toscano), ezek nagyrészt Livorno megye, kisebb részben Grosseto megye részét képezik.
Nyugatról a Tirrén-tenger és Liguria, északról Emilia-Romagna, keletről Marche és Umbria, délről pedig Lazio határolja. Székhelye "a reneszánsz bölcsőjének" is nevezett Firenze, amely elsősorban a reneszánsz művészet és építészet fellegváraként híres, itt születtek és alkottak olyan nagyságok, mint Michelangelo, Leonardo da Vinci és Botticelli. A város ikonikus épületei közé tartozik a dóm kupolája (Santa Maria del Fiore), az Uffizi képtár, a Ponte Vecchio és a Palazzo Vecchio. Firenze fontos kulturális központ volt, amely jelentős hatással volt Európa művészeti és tudományos fejlődésére, ma pedig világszerte a művészet szerelmeseinek egyik legfontosabb úti célja. De nevezetesebb települései közé tartozik Siena középkori hangulatú városa, mely híres történelmi városmagjáról illetve a Palio lóversenyről, Pisa, a világörökségi Csodák terével és a híres ferde toronnyal, valamint Lucca, amely városfalakkal övezett bájos kisváros reneszánsz épületekkel és szűk utcákkal.
Közép-Olaszország egyik legváltozatosabb régiója, melyet délen az Appenninek hegyvonulatai, nyugaton pedig az Ligur-tenger és az Tirrén-tenger partvidéke határol. Tájai között dombvidékek, zöldellő szőlőültetvények, olajfaligetek és termékeny síkságok váltakoznak. A régió folyói, mint az Arno, meghatározó szerepet játszanak a mezőgazdaságban és a városok életében. Toszkána éghajlata mediterrán, enyhe telekkel és meleg nyarakkal, ami ideális a bor- és olívatermeléshez. A régióban találhatók természeti parkok és védett területek is, amelyek gazdag növény- és állatvilágot rejtenek. Ez a változatos földrajz és éghajlat tette Toszkánát Olaszország egyik legismertebb és legkedveltebb régiójává.
Történelme az ókori etruszk civilizációval kezdődött, amely virágzó kultúrát épített ki a régióban az i. e. 8–3. század között. Ezt követően Róma uralta a területet, amely fontos gazdasági és kulturális központtá vált. A középkorban Toszkána számos önálló városállamra bomlott, amelyek gyakran rivalizáltak egymással, közülük Firenze vált a leggazdagabbá és kulturális vezetővé a reneszánsz idején. A Medici család uralma alatt Firenze és egész Toszkána virágzott, művészet, tudomány és politika terén egyaránt. A 19. században Toszkána az Olasz Királyság része lett, és azóta is fontos kulturális és gazdasági régió.

## Nevének eredete
Neve az etruszkokra utal, akik hajdan a területen éltek. Természetesen megjegyzendő, hogy az etruszk a latin neve volt a népcsoportnak.

## Földrajz

### Fekvése
Délen Lazióval, keleten Umbriával és Marchéval, északon Emilia-Romagnával és Liguriával, nyugaton a Tirrén-tengerrel határos.

### Éghajlat
Mivel Toszkána az Appenninek völgyeiben terül el, a hegyvonulat védi az északi szelek elől. A Tirrén part meleg mediterrán klímát ad neki. A magasabb hegyek, a völgyek, amelyek északnyugatról délkeleti irányba metszik, és a domborzat fokozatos emelkedése számos eltérő mikroklímát alkot.
| Hónap                          | Jan.  | Feb. | Már. | Ápr. | Máj. | Jún. | Júl. | Aug. | Szep. | Okt. | Nov. | Dec. | Év    |
| ------------------------------ | ----- | ---- | ---- | ---- | ---- | ---- | ---- | ---- | ----- | ---- | ---- | ---- | ----- |
| Rekord max. hőmérséklet (°C)   | 17,6  | 21,0 | 24,0 | 27,9 | 30,9 | 35,0 | 37,8 | 38,8 | 36,2  | 30,2 | 24,0 | 20,4 | 38,8  |
| Átlagos max. hőmérséklet (°C)  | 11,4  | 12,6 | 15,2 | 17,8 | 22,2 | 26,0 | 29,4 | 29,5 | 25,7  | 20,9 | 15,3 | 11,8 | 19,9  |
| Átlagos min. hőmérséklet (°C)  | 2,2   | 2,5  | 4,4  | 7,2  | 10,7 | 14,1 | 16,7 | 17,2 | 14,3  | 10,7 | 6,1  | 3,4  | 9,2   |
| Rekord min. hőmérséklet (°C)   | −13,8 | −8,4 | −8,2 | −3,2 | 2,8  | 5,8  | 8,8  | 8,2  | 3,8   | 0,3  | −7,2 | −7,2 | −13,8 |
| Átl. csapadékmennyiség (mm)    | 63    | 58   | 60   | 89   | 62   | 48   | 25   | 49   | 102   | 140  | 124  | 74   | 894   |
| Havi napsütéses órák száma     | 105   | 122  | 152  | 192  | 242  | 267  | 316  | 279  | 219   | 177  | 111  | 93   | 2275  |
| Forrás: Servizio Meteorologico |       |      |      |      |      |      |      |      |       |      |      |      |       |

| Hónap                          | Jan. | Feb. | Már. | Ápr. | Máj. | Jún. | Júl. | Aug. | Szep. | Okt. | Nov. | Dec. | Év   |
| ------------------------------ | ---- | ---- | ---- | ---- | ---- | ---- | ---- | ---- | ----- | ---- | ---- | ---- | ---- |
| Átlagos max. hőmérséklet (°C)  | 10,9 | 12,5 | 15,7 | 18,5 | 23,7 | 27,7 | 31,4 | 31,5 | 26,7  | 20,9 | 14,7 | 11,1 | 20,5 |
| Átlagos min. hőmérséklet (°C)  | 2,0  | 2,5  | 4,9  | 7,5  | 11,6 | 15,0 | 17,7 | 17,7 | 14,4  | 10,1 | 5,1  | 2,6  | 9,3  |
| Átl. csapadékmennyiség (mm)    | 61   | 64   | 64   | 86   | 70   | 57   | 37   | 56   | 80    | 104  | 114  | 81   | 873  |
| Forrás: Servizio Meteorologico |      |      |      |      |      |      |      |      |       |      |      |      |      |

## Története
A mai Toszkána földje nagyjából megfelel az egykori etruszk városállamok által uralt területnek. Az etruszkokat a rómaiak igázták le, akik a földet lakóiról, az ún. Tuszikról vagy etruszkokról Tusciának hívtak. A Római Birodalom bukása után a vidék keleti gót, bizánci és longobárd uralom alá került. Nagy Károly a Frank Birodalom számára elhódította a longobárdok királyságát. 1030-ban II. Bonifác lett a hercegség ura. Meggyilkolása után felesége, Beatrice uralkodott a toszkán vidékek felett. Tőle aztán leányára, Matilda grófnőre szállt örökségként. Az invesztitúraharcok idején a grófnő a pápa oldalára állt. De a Német-római Birodalom ura V. Henrik császár igényt tartott a toszkánai földekre, így az örökség száz évre konfliktust okozott a pápák és a német-római császárok között. Ebben az időszakban a nagyobb települések, városok kivívták függetlenségüket. Pisa erőteljes hatalommal rendelkező köztársasággá alakult.
A 14. században Toszkána a művészetek és az irodalom igazi kulturális központjává vált, ehhez olyan személyiségek járultak hozzá tevékenységükkel, mint Dante, Giotto, a humanista Petrarca és Boccaccio. A toszkánai nyelv Itália irodalmi nyelvévé vált. 1406-ban Firenze már magáénak tudhatta Pisa városát. 1434 után Firenzében a Medici-család kormányzott. I. Cosimo de’ Medici, aki 1537-től Firenze hercege, majd 1569-től nagyhercege lett, megnövelte hercegsége területét Siena felé, melyet még V. Károly német-római császártól kapott ajándékba. Ez az adomány a Medicieket a Spanyol Királysághoz láncolta, így Toszkána csaknem két évszázadra spanyol fennhatóság alá került.
1737-ben férfiágon kihalt a Mediciek dinasztiája. A lengyel örökösödési háborút lezáró, 1735-ben megkötött, majd 1738-ban ratifikált bécsi békeszerződés értelmében a Toszkánai Nagyhercegség Lotaringiai Ferenc István hercegre szállt (III. Ferenc néven), aki később, Mária Terézia főhercegnő férjeként, I. Ferenc néven német-római császár lett. III. Habsburg Ferdinánd nagyherceget a franciák 1799-ben egy időre megfosztották hatalmától, majd 1814-től 1824-ig ismét ő uralkodott a toszkánai birtokok felett. A hercegséget 1859-ben II. Viktor Emánuel szárd–piemonti király csapatai vették be. 1860-ban a Toszkánai Nagyhercegséget beolvasztották az egyesült Olasz Királyságba.

## Közigazgatás

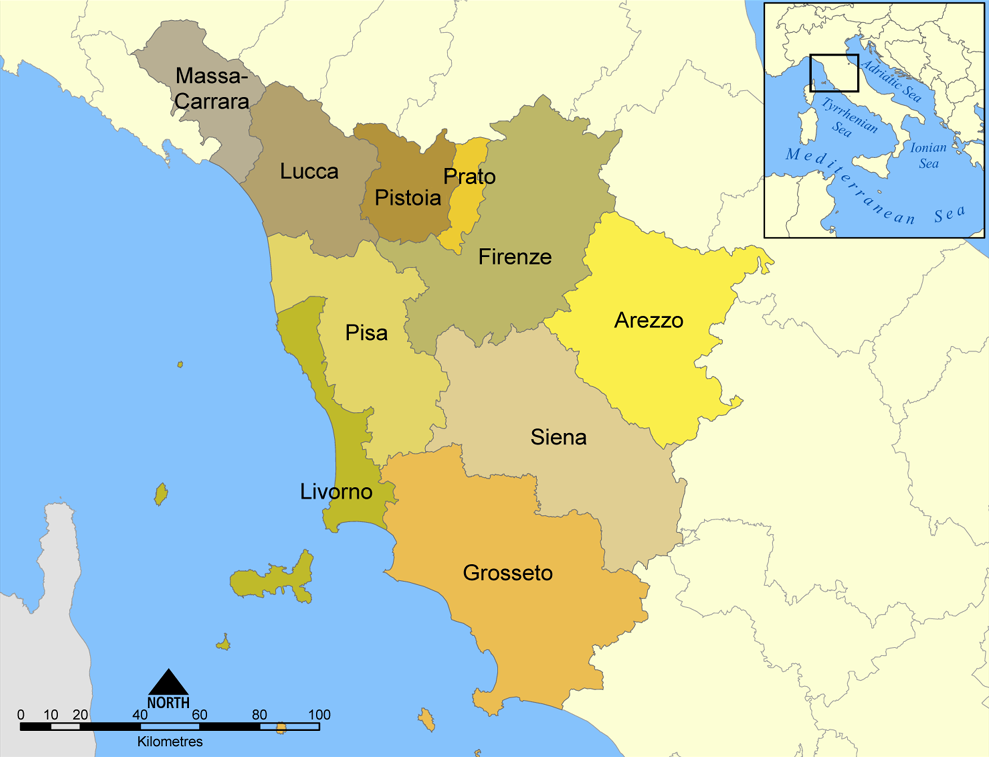
Toszkána megyéi

Toszkána közigazgatásilag az alábbi tíz megyéből (provincia) áll:
- Arezzo megye (Provincia di Arezzo), székhelye: Arezzo,
- Firenze megye (Provincia di Firenze), székhelye: Firenze,
- Grosseto megye (Provincia di Grosetto), székhelye: Grosseto,
- Livorno megye (Provincia di Livorno), székhelye: Livorno,
- Lucca megye (Provincia di Lucca), székhelye: Lucca,
- Massa-Carrara megye (Provincia di Massa-Carrara), székhelye: Massa,
- Pisa megye (Provincia di Pisa), székhelye: Pisa,
- Pistoia megye (Provincia di Pistoia), székhelye: Pistoia,
- Prato megye (Provincia di Prato), székhelye: Prato,
- Siena megye (Provincia di Siena), székhelye: Siena.

## Művészet
Toszkána az olasz reneszánsz szülőföldje, kiemelkedő alkotásokkal az építészet, festészet és szobrászat területén.
Az etruszk időszakból az egész régióban igen értékes kincsekre bukkanhatunk. Ősi települések falai, templomok, tornyok, síremlékek tanúskodnak a kultúra egykori gazdagságáról Fiesole, Cortona, Chiusi, Volterra, Pupolonia, Vetulonia, Sovana területén.
Kevesebb emlék maradt fenn a római korból: Cosa falai Ansedonia mellett, Pisa termái, Luni, Lucca és Arezzo amfiteátrumai, Volterra arénája és termái, Fiésole temploma illetve színháza és fürdője.

### Képzőművészetek
A firenzei művészetek kiemelkedő korszaka a 13–16. századra tehető. Az ekkor alkotó szobrászok, festők gyűjtőneveként alkalmazzák a firenzei iskola elnevezést. Kialakulása a város gyors ipari és kereskedelmi fejlődésével függött össze. A többi itáliai iskolától megkülönbözteti a firenzeiekét a nagyvonalú szerkesztésmód, a perspektíva tanulmányozása és a vonalas ábrázolás. Kezdete Giotto (1266–1336) nevéhez köthető, de kiváló mesterek sokaságát mutatta fel. Többek között Masaccio (1401–1429?), Leonardo da Vinci (1452–1519), Michelangelo (1475–1564), Raffaello Santi (1483–1520), Cimabue (1240–1302), Fra Angelico (1387–1455), Fra Filippo Lippi (1406–1469), Sandro Botticelli (1445–1510), Paolo Ucello (1397–1475), Fra Bartolomeo (1472–1517), Pisano (1290–1349), Luca della Robbia (1399–1482), Andrea del Vecchio (1436–1488) alkotásainak sokszínűségében gyönyörködhetünk Firenzében és szerte Itáliában.

### Iparművészet
Igen híres, nemzetközileg elismert kézműves termékei: ezüst, dekoráció (Firenze), vas (Arezzo), alabástromcikkek (Volterra).

## Világörökségi helyszínek
- Firenze történelmi belvárosa
- Pienza történelmi belvárosa
- Pisa, Dóm tér

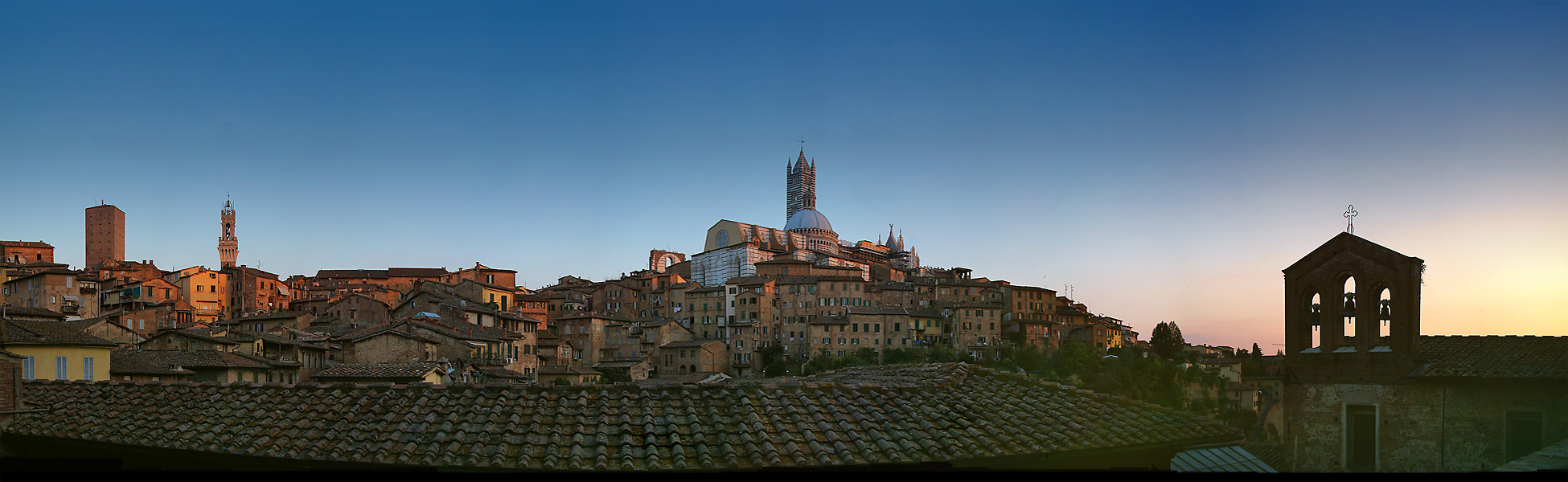
Siena óvárosa

- San Gimignano történelmi belvárosa
- Siena történelmi belvárosa
- a Val d’Orcia (Orcia-völgy)

## Gazdaság

### Mezőgazdaság
Fő szócikk: Toszkánai borutak

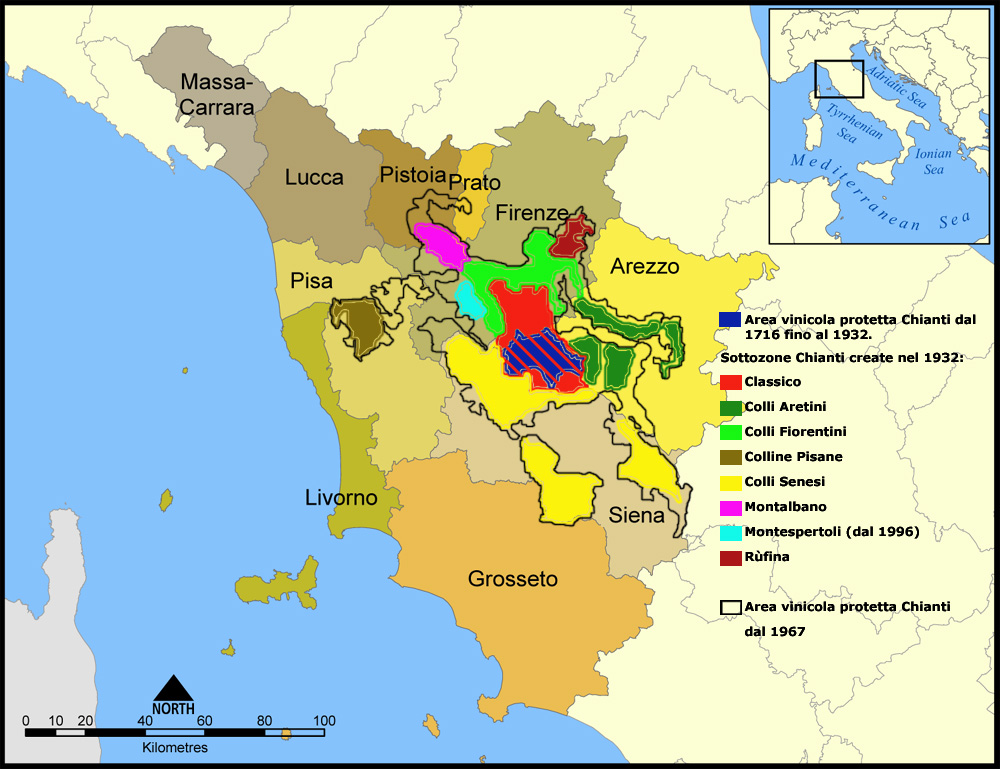
A chianti termelésének területe

Toszkána a borvidékeiről és gasztronómiájáról is nevezetes. A borok közül a leghíresebbek a Chianti vidékéről származók, valamint a Vino Nobile di Montepulciano és a Brunello di Montalcino). A borok alapanyaga a vidék fő szőlőfajtája, a Sangiovese, melynek helyi variánsai ismertek Prugnolo Gentile, illetve Morello di Scansano néven is.
Mezőgazdaságának jelentős terményei még - többek között - a búza, a kukorica, az olívabogyó és a dohány.

### Ipar
Nagy mennyiségben bányásznak márványt, sót, vas- és cinkércet.
Magasan fejlett iparágak: a fémgyártás (Piombino), a hajógyártás (Livorno, Carrara, Viareggio), a vegyipar (Solvay), az üvegipar (Valdarno, Empoli, Pisa, Livorno), a kerámiagyártás (Sesto Fiorentino, Firenze). Fontos ipari termékei a textíliák.

### Kereskedelem

#### Turizmus
Kulturális turizmus
A mesés szépségű táj, a Földközi-tenger partvidéke, a számos történelmi és művészettörténeti látnivalóban bővelkedő város, – mint Firenze, Siena, Lucca, Pisa, San Gimignano, Cortona, Volterra – egész évben vonzóvá teszik Toszkánát a turisták számára.
Üdülőturizmus
Tengerpartja 330 km-en homokos strandokkal és enyhe klímával csábítja a fürdőzni vágyó vendégek sokaságát, néhány jellegzetes üdülőtelepülése: Marina di Massa, Marina di Pietrasanta, Marina di Cécina, Follónica, Punta Ala, Principina a Mare, illetve kedvelt úticél még Elba szigete.
Gasztronómiai turizmus
Fő szócikk: Toscanai borutak
Falusi turizmus – apartmanházak
Az ország agroturisztikai létesítményeinek 20%-a e tartományban található (2001-es adat). A tartomány egyik jellegzetessége hogy szinte minden dombon áll egy kisebb vagy nagyobb kőház, vagyis tanyaféle. Ezek nagy részét felújították meghagyva a rusztikus fagerendákat, kőfalakat és szépen gondozott kertjében ma már medencével várja az üdülni vágyókat. Ideális minden korosztálynak, a természet közelsége miatt igazi pihenést jelent a városnéző túrákról visszatérőknek is. A kis falvakban szinte ismerősként üdvözölnek mindenkit és meg lehet kóstolni a helyi finomságokat, olívaolajat, bort.

## Közlekedés

### Vasúti közlekedés
- Toszkána vasútállomásainak listája

### Vízi közlekedés
Tengeri kikötők Toszkánában:
| Liguri-tenger | Liguri-tenger szigetei                                                                                             | Tirrén- tenger szigetei | Tirrén- tenger |
| Porto di Marina di Carrara Porto del Cinquale Porto di Viareggio Porto di Bocca d'Arno Porto di Livorno Porto di Ardenza Porto di Antignano Porto di Quercianella Porto del Chioma Porto nord di Castiglioncello Porto sud di Castiglioncello Porto di Rosignano Solvay Porto di Marina di Cecina Porto di San Vincenzo Porto di Baratti | Porto di Gorgona Porto di Capraia Porto di Portoferraio Porto di Marciana Marina Porto di Cavo Porto di Rio Marina | Porto di Porto Azzurro Porto di Marina di Campo Porto di Pianosa Porto di Montecristo Porto di Giglio Campese Porto di Giglio Porto Porto di Giannutri | Porto di Marina di Salivoli Porto di Piombino Porto di Carbonifera Porto del Puntone di Scarlino Porto di Punta Ala Porto di Castiglione della Pescaia Porto di Marina di Grosseto Porto di Talamone Porto di Santa Liberata Porto del Valle di Porto Santo Stefano Porto Vecchio di Porto Santo Stefano Porto Vecchio di Porto Ercole Porto di Cala Galera |
| --- | --- | --- | --- |

## Híres toszkánaiak
| - Agnolo Gaddi - Aldo Palazzeschi - Alessandro Benvenuti - Ambrogio Lorenzetti - Amedeo Modigliani - Amerigo Vespucci - Andrea Bocelli - Andrea del Verrocchio - Andrea della Robbia - Andrea Pisano - Angelo Poliziano - Angiolo Nardi Dei - Antonio da Filicaja - Antonio Meucci - Arnolfo di Cambio - Baccio da Filicaja - Baccio d’Agnolo - Beato Angelico - Benvenuto Cellini - Bernardino da Siena - Carlo Azeglio Ciampi - Carlo Cassola | - Carlo Collodi - Carlo Conti - Castruccio Castracani - Caterina de’ Medici - Cecco Angiolieri - Cimabue - Curzio Malaparte - Dante Alighieri - David Lazzaretti - David Riondino - Dino Campana - Don Lorenzo Milani - Donatello - Duccio di Buoninsegna - Filippo Brunelleschi - Francesco Datini - Francesco Guicciardini - Francesco Nuti - Francesco Petrarca - Franco Zeffirelli - Galileo Galilei - Giacomo Puccini | - Gianna Nannini - Gino Bartali - Giorgio Panariello - Giorgio Vasari - Giosuè Carducci - Giotto - Giovanni Boccaccio - Giovanni Fattori - Giovanni Gronchi - Girolamo Savonarola - Giuseppe Ungaretti - Guido Cavalcanti - Guittone d'Arezzo - Indro Montanelli - Jovanotti - Jury Chechi - Laura Morante - Leonardo da Vinci - Leonardo Fibonacci - Leonardo Pieraccioni - Leon Battista Alberti - Lorenzo de’ Medici | - Lorenzo Ghiberti - Lorenzo Monaco - Luca della Robbia - Luciano Bianciardi - Luciano Moggi - Luigi Boccherini - Marcello Lippi - Marco Columbro - Marco Masini - Mario Cipollini - Mario Luzi - Mario Monicelli - Marsilio Ficino - Masaccio - Massimo Bulleri - Michelangelo - Niccolò Machiavelli - Nicola Pisano - Oriana Fallaci - Paolo Bettini - Paolo Hendel - Paolo Lorenzini | - Paolo Rossi - Paolo Virzì - VII. Gergely pápa - X. Leó pápa - II. Piusz pápa - Pier Soderini - Piero della Francesca - Pietro Mascagni - Pontormo - Pupo - Renato Fucini - Riccardo Fogli - Roberto Benigni - Roberto Madrigali - Rosso Fiorentino - Sandro Botticelli - Santa Caterina da Siena - Simone Martini - Stefania Sandrelli - Telemaco Signorini - Vasco Pratolini - Vincenzo da Filicaja |

## Turizmus

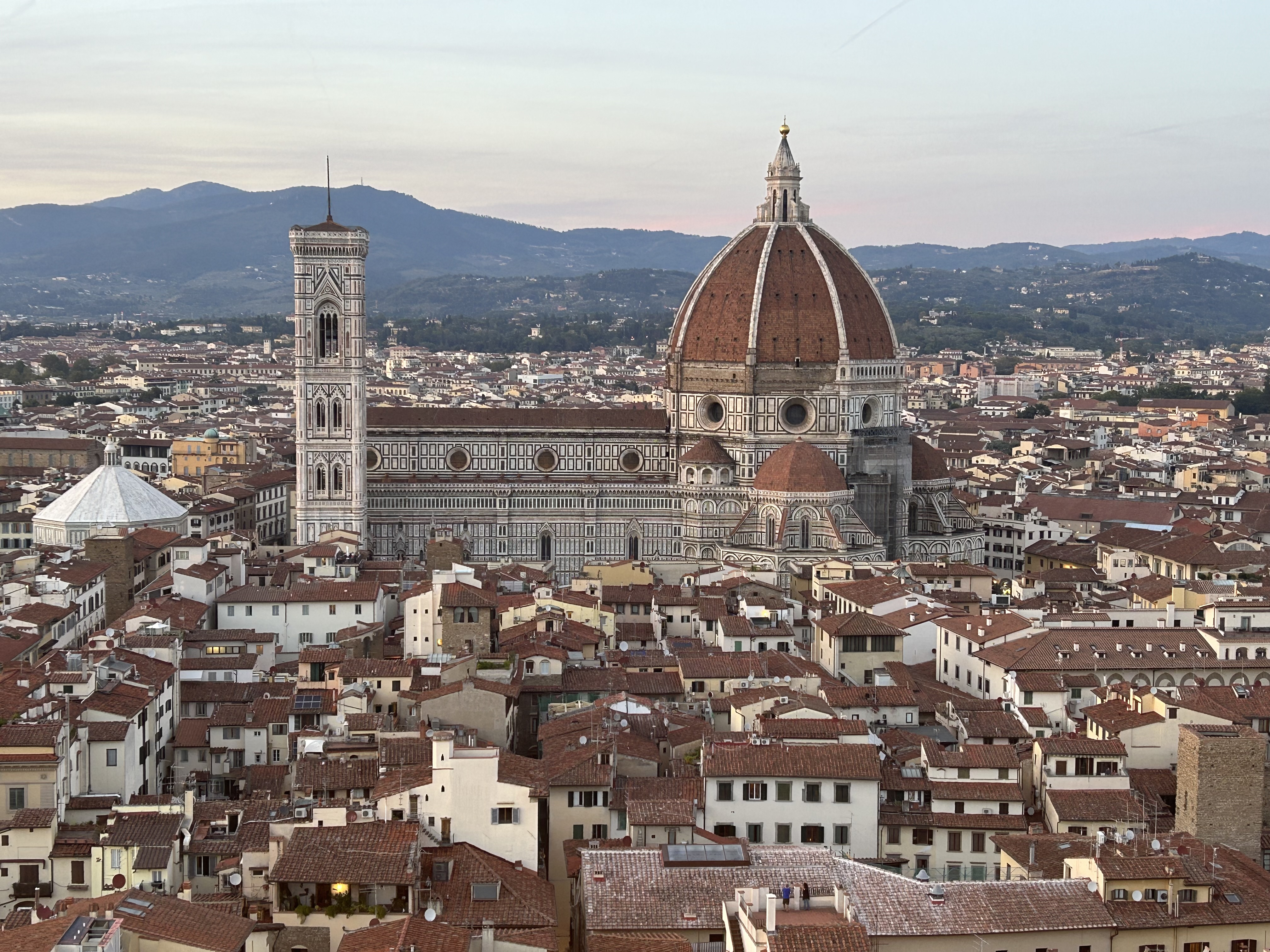
Firenze, a székhely
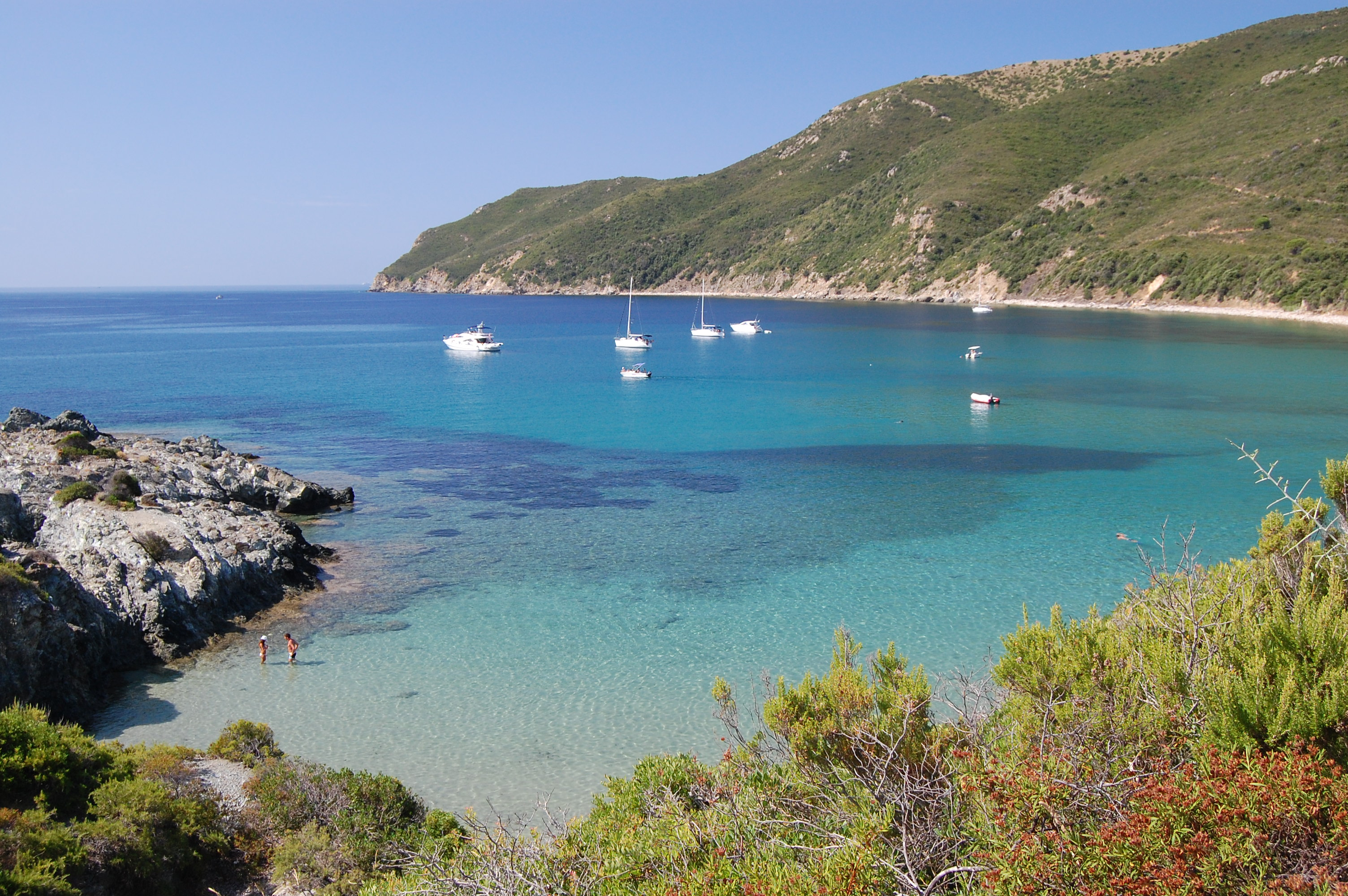
Elba-szigete
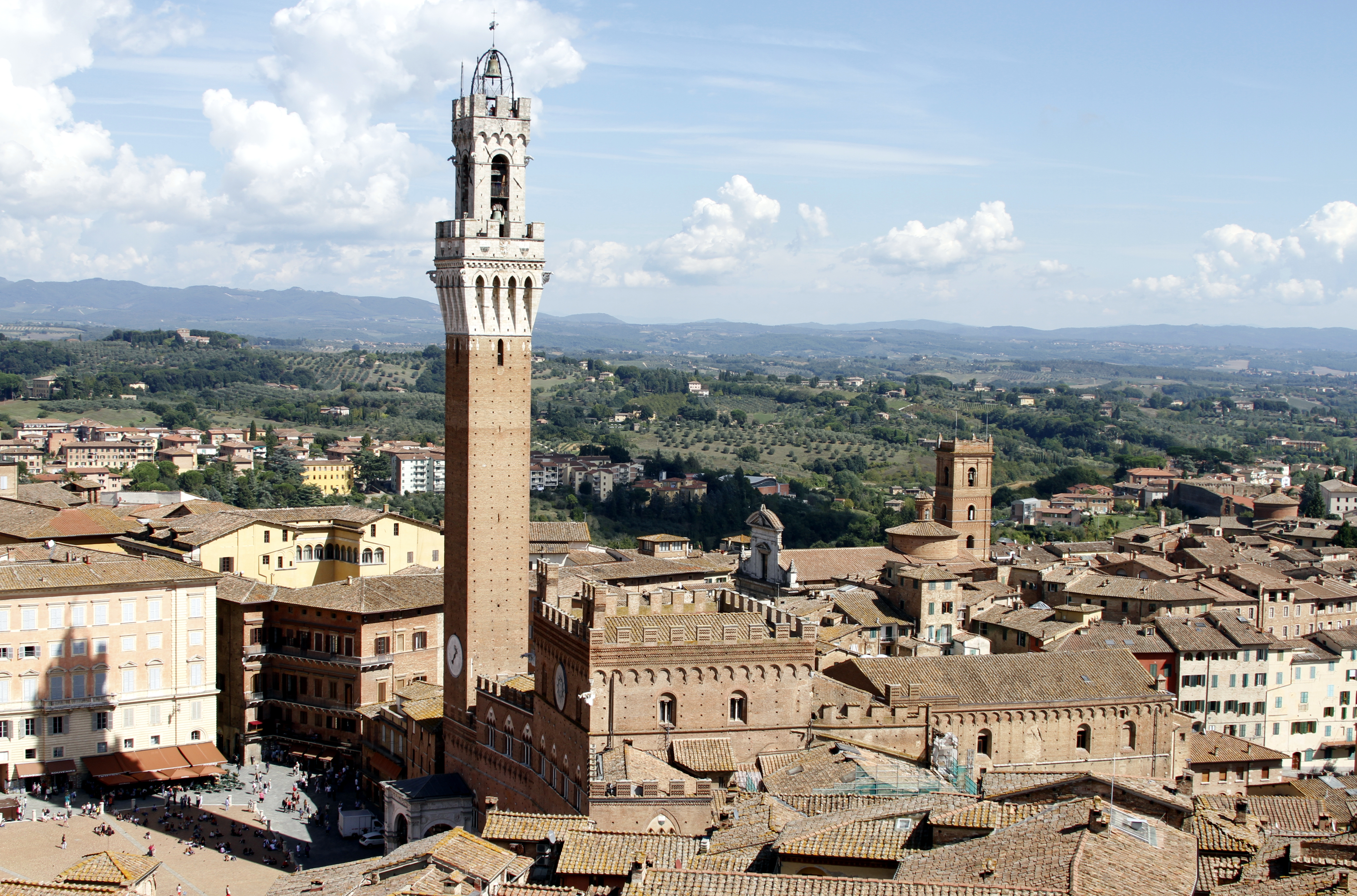
Siena történelmi központja
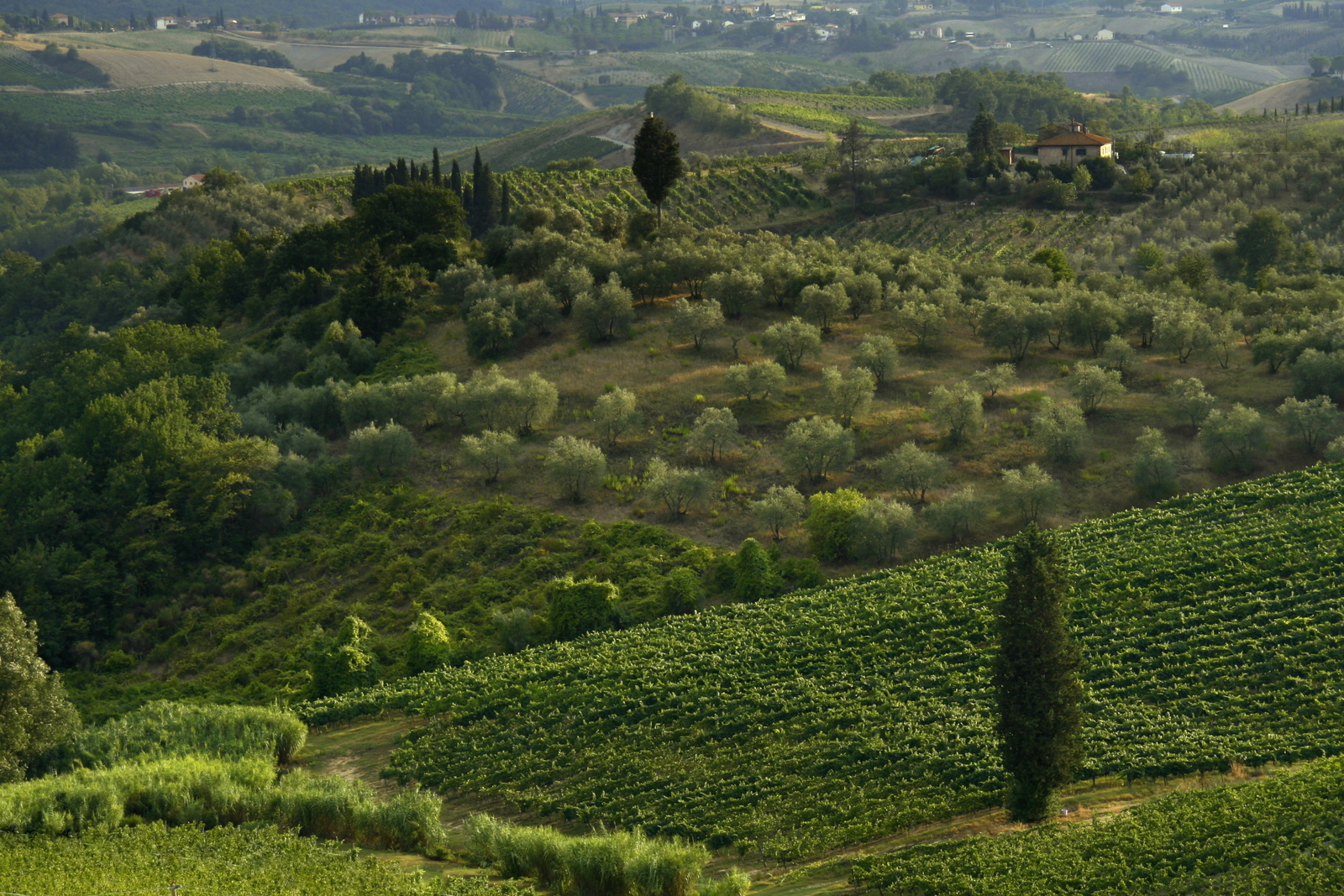
Tipikus toszkánaki tájkép
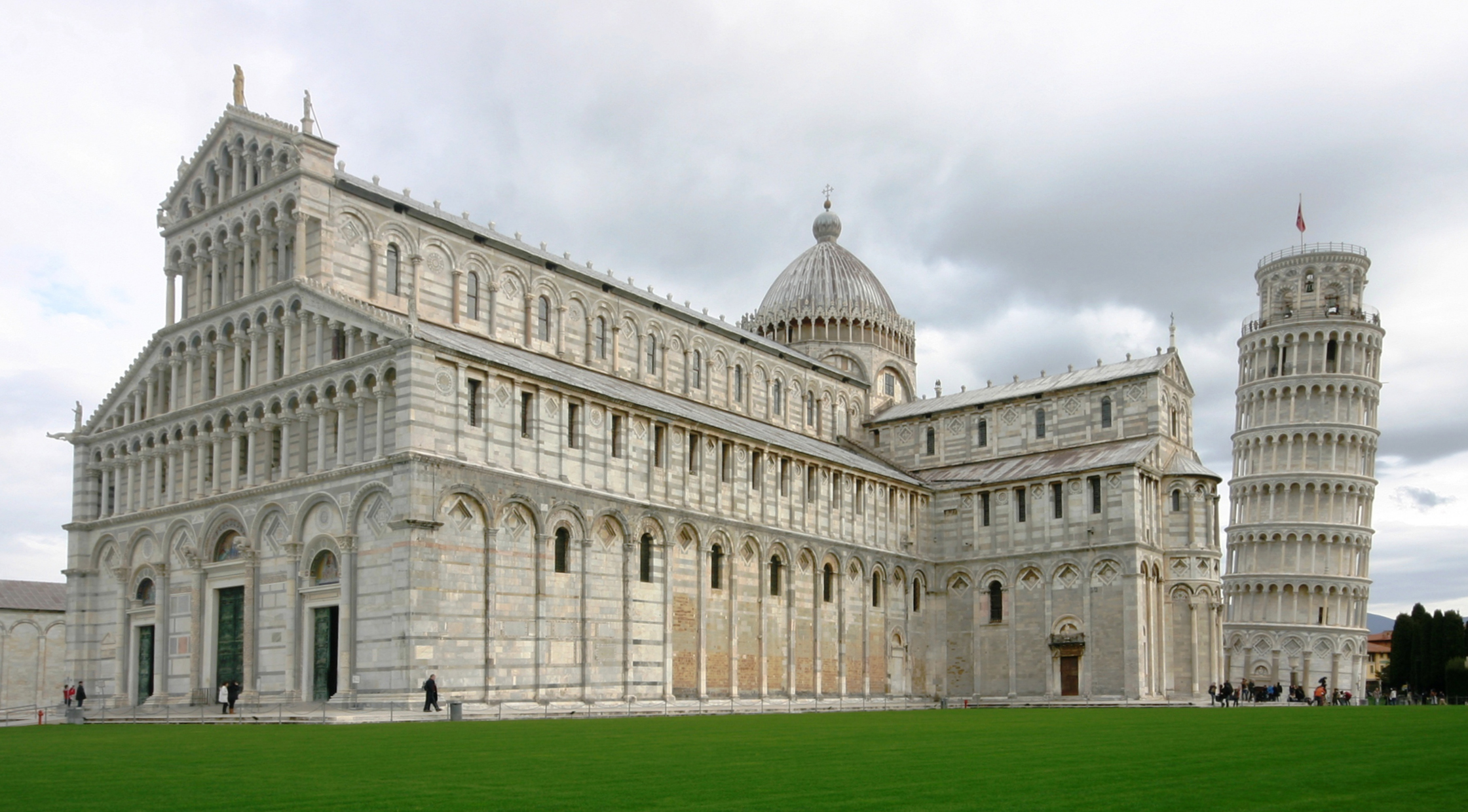
A pisai dóm és a ferde torony